# John Glaister (der Jüngere)
John R. Glaister (* 31. Mai 1892 in Glasgow, Schottland; † 4. Oktober 1971) war ein schottischer Rechtsmediziner und Regius Professor of Forensic Medicine an der University of Glasgow. Der zweite Sohn des gleichnamigen Vaters war auch gleichzeitig dessen Nachfolger in der Professur. Glaister war ein herausragender Wissenschaftler, der prägend für das Fach und dessen Wahrnehmung in der Öffentlichkeit war.

## Leben
Glaister wurde 1892 als zweiter Sohn von John Glaister (1856–1932) und Mary Scott Clarke geboren. Nach dem Besuch der High School of Glasgow, studierte er Medizin in Glasgow. Seine Ausbildung umfasste Kurse in Physik, Physiologie, Anatomie, Erkrankungen des Auges, Medica Therapeutica, und praktischer Anatomie bei der auch Obduktionen der oberen Gliedmaßen, des Kopfes und des Nackens durchgeführt wurden.
Er studierte bei seinem Vater, bis er im März 1916 seinen Bachelor of Medicine und Chirurgie mit Auszeichnung überreicht bekam. Unmittelbar nach dem Abschluss trat Glaister ins Militär ein, wo er im Royal Army Medical Corps in Frankreich, im Nahen Osten und Ägypten eingesetzt wurde. Noch während seiner Militärzeit heiratete Glaister 1919 Isobel Lindsay und eröffnete nach seiner Entlassung im Rang eines Captains eine Praxis in Glasgow. Gleichzeitig arbeitet er in der Fachschaft für forensische Medizin als Assistent unter seinem Vater. 1925 erhielt er sein Doktorat in Medizin und 1927 seinen D.Sc (Doctor of Science).
Im gleichen Jahr erhielt er seine Zulassung als Rechtsanwalt (Barrister) und lehrte in der Polizei von Glasgow Forensik. Daneben war er medizinischer und juristischer Berater der Corporation of Glasgow. Er lehrte kurz an der Universität und folgte 1928 Sydney Smith auf den Stuhl der Professur für Forensik an der Universität Kairo (Ägypten) und wurde medizinisch-juristischer Berater der ägyptischen Regierung. Ende 1931 kehrte er wieder nach Glasgow zurück und folgte seinem Vater auf den Stuhl der Regius-Professur in Forensik. Diese Position hielt er bis 1962. Seit 1934 war er Fellow der Royal Society of Edinburgh.
Als Gerichtsmediziner der Krone wirkte Glaister überwiegend im westlichen Schottland. Einige Fälle bearbeitete er aber auch in England, darunter der berühmteste, der Buck-Ruxton-Fall. Er wurde häufig konsultiert für Obduktionen, als forensischer Pathologe, Serologe und als Experte für Haare und Fasern, seinem Spezialgebiet.

## Bibliographie
Glaister Jr. überarbeitete das von seinem Vater verfasste Standardwerk Medical Jurisprudence and Toxikology gemeinsam mit Edgar Rentoul. Das Werk wurde in vielen weiteren Auflagen veröffentlicht. Daneben veröffentlichte er verschiedene Schriften, darunter
- Legal Medicine (1922)
- Medico-Legal Aspects of the Ruxton Case (1936), mit James Couper Brash
- Recent Advances in Forensic Medicine (1939)
- A Study of Hairs and Wools Belonging to the Mammalian Group of Animuals (Including a Special Study of Human Hair) (1937)
- The Power of Poison (1954)
- Final Diagnosis (1964), seine Autobiographie